# دادود کاظمف
دادود کاظمف (ترکی آذربایجانی: Davud Mehdi oğlu Kazımov; ۹ نوامبر ۱۹۲۶ – ۱۴ فوریهٔ ۲۰۱۵) نقاش آذربایجانی و دریافت کننده عنوان افتخاری نقاش خلق آذربایجان (۱۹۹۲) بود.

## شرح حال
دادود کاظمف در سال ۱۹۲۶ در باکو زاده شد. وی دانش‌آموخته مدرسه دولتی هنر آذربایجان شوروی در سال ۱۹۴۵ بود. از سال ۱۹۴۷ در نمایشگاه‌های سراسری شوروی حضور مستمری پیدا می‌کرد.
از دادود کاظمف همچنین به عنوان استاد گرافیک در عرصه هنرهای زیبا در آذربایجان یاد می‌شود. از مجموع تصویرگری‌های او می‌توان به نقاشی‌هایی که با الهام از داستان‌های جلیل محمدقلی‌زاده، جعفر جبارلی و اشعار میرزا علی معجز پدیدآورده است، اشاره کرد.
آثار این هنرمند در کشورهای آلمان، چکسلواکی، ایتالیا، عراق، ترکیه و غیره… به نمایش گذاشته شده‌است. در حال حاضر تعدادی از آثار وی در موزه ملی هنر آذربایجان، موزه ملی تاریخ آذربایجان و موزه ادبیات نظامی گنجوی در معرض نمایش گذاشته شده‌است.
دادود کاظمف که استاد آکادمی دولتی هنرهای زیبا آذربایجان بود، در دانشکده نگارگری آنجا نیز تدریس می‌کرد.
دادود کاظمف در ۱۴ فوریه سال ۲۰۱۵ در باکو درگذشت.

## نشان‌ها
- نقاش خلق جمهوری آذربایجان: ۴ ماه مارس ۱۹۹۲
- نقاش افتخاری آذربایجان شوروی: ۵ دسامبر ۱۹۷۷[۳]